# 非洲蛇胸鱔
非洲蛇胸鱔為輻鰭魚綱合鰓目合鰓魚科的其中一種，分布於中東大西洋的幾內亞比索至奈及利亞的淡水及半鹹水流域，體長可達32公分，棲息在底層水域。